# Neal van de Kamer
Neal van de Kamer (9 maart 1989) is een Nederlands voormalig judoka.

## Sportloopbaan
Van de Kamer begon op vierjarige leeftijd met judo. werd als eerste man in Nederland kampioen in drie verschillende gewichtsklassen.. In de geschiedenis van de Nederlandse Judo Bond (JBN) was dit alleen nog door vrouwen bereikt: Claudia Zwiers, Anita Staps en de zusjes Jessica en Jenny Gal. Hij won de European Open in Tallinn in 2013 en 2014. Na het winnen van een aantal jeugdtitels U15 U20 en als team werd hij als volwassene Nederlands Kampioen in 2008, 2009, 2011, 2013 en 2015 op senior niveau. Op 27jarige leeftijd stopte hij met judo.. Later won hij nog wedstrijden in Sambo, BJJ en Crossfit.

## Persoonlijk
Van de Kamer behaalde in 2008 zijn MBO-diploma sport aan het Nova College en daarna in 2016 zijn bachelordiploma sportmanagement aan de Johan Cruyff academie. Na zijn sportloopbaan begon hij een wervingsbureau en schreef in 2021 een boek, Sixpack Miljonair: Stappen naar een gezonde geest, lichaam en bankrekening..